# Symplocos cylindracea
Symplocos cylindracea är en tvåhjärtbladig växtart som beskrevs av Nooteboom. Symplocos cylindracea ingår i släktet Symplocos och familjen Symplocaceae. Inga underarter finns listade i Catalogue of Life.